# کالج لافایت
کالج لافایت (به انگلیسی: Lafayette College) یک کالج هنر در ایالات متحده آمریکا است که در پنسیلوانیا واقع شده‌است.